# Andriej Swierdłow
Andriej Jakowlewicz Swierdłow (ros. Андре́й Я́ковлевич Свердло́в, ur. 4 kwietnia?/17 kwietnia 1911 w Jekaterynburgu, zm. 24 listopada 1969 w Moskwie) – funkcjonariusz radzieckich organów bezpieczeństwa, pułkownik.

## Życiorys
Syn bolszewika Jakowa Swierdłowa, do 1928 skończył 9 klas szkoły średniej w Moskwie, 1932-1935 studiował w Wojskowej Akademii Motoryzacji i Mechanizacji im. Stalina w Moskwie, od lipca 1932 kandydat na członka, a od kwietnia 1939 członek WKP(b). Był brygadzistą, zastępcą kierownika i kierownikiem warsztatu w Zakładach Samochodowych im. Stalina w Moskwie, 13 stycznia 1938 aresztowany pod zarzutem trockizmu, na polecenie Berii wypuszczony w listopadzie 1938 i przyjęty do pracy w NKWD. Od 21 listopada 1938 funkcjonariusz, a od 1 marca 1940 zastępca kierownika Oddziału 1 Wydziału 2 Głównego Zarządu Bezpieczeństwa Państwowego, od 28 grudnia 1938 starszy porucznik bezpieczeństwa państwowego. Od 7 marca do sierpnia 1941 zastępca szefa Wydziału 4 Zarządu NKGB ZSRR, od 13 sierpnia 1941 do 16 maja 1943 zastępca szefa Wydziału 1 Zarządu 3 NKWD ZSRR, od 23 listopada 1941 kapitan, a od 11 lutego 1943 podpułkownik bezpieczeństwa państwowego. Od 16 maja 1943 do 15 listopada 1945 zastępca szefa Wydziału 4 Zarządu 2 NKGB ZSRR, 3 listopada 1945 awansowany na pułkownika, od 15 listopada 1945 do 19 października 1951 szef Oddziału 1 i zastępca szefa Wydziału "K" NKGB/MGB ZSRR. 19 października 1951 aresztowany, 18 maja 1953 zwolniony, od czerwca do sierpnia 1953 zastępca szefa Oddziału 4 Zarządu 4 MWD ZSRR, 1 września 1953 zwolniony do rezerwy, został starszym pracownikiem naukowym w Instytucie Marksizmu-Leninizmu przy KC KPZR.

## Odznaczenia
- Order Czerwonego Sztandaru Pracy (29 października 1949)
- Order Czerwonej Gwiazdy (24 listopada 1950)
- Order „Znak Honoru” (20 września 1943)
- Odznaka "Honorowy Funkcjonariusz Czeki/GPU (XV)" (30 kwietnia 1939)

I 5 medali.